# 軍検事ドーベルマン
『軍検事ドーベルマン』（ぐんけんじドーベルマン、朝：군검사 도베르만、英：Military Prosecutor Doberman）は、2022年2月28日から4月26日にかけてtvNで放送された全16話のテレビシリーズ。2022年上半期のtvN月・火ドラマ視聴率ランキング第1位を記録した大ヒット作。韓国初の軍法廷・軍検事を扱った痛快アクション。アン・ボヒョンが初タイトルロールを務める、相棒役をチョ・ボアが演じる。共演はオ・ヨンス、キム・ヨンミン、キム・ウソクなど。

## 概要
スタジオドラゴン企画。韓国初の軍法廷・軍検事を題材にしたドラマ。洗練されたスタイリッシュな演出と、法廷モノ最高峰の脚本家によるスピーディーな展開が見どころの痛快軍法廷アクション。監督は、ドラマ『バッドパパ』などのチン・チャング。脚本はドラマ『無法弁護士～最高のパートナー』などのユン・ヒョンホ。監督・脚本家はキャスティングについて、ドーベルマンのような俳優はアン・ボヒョンしか浮かばなかったという。
韓国での視聴率は、初回5.3%で好スタートを切り、その後も右肩上がりでアン・ボヒョン最高記録を更新し、最終回は10.1%を突破。全チャンネルの月・火ドラマ同時時間帯で視聴率第1位を独走し、2022年上半期のtvN月・火視聴率ランキング第1位を記録した。第9話は、サッカーワールドカップ中継により、1週遅れの放送となった。

## あらすじ
金に忠誠を誓った腐った軍検事ト・ベマン(アン・ボヒョン)と軍法を第一に考える新任軍検事チャ・ウイン(チョ・ボア)。2人が手を組み、腐敗した軍隊を成敗し不正義を正していきながら、共通の敵に立ち向かう。

## 登場人物・キャスト

### 主要人物
ト・ベマン
演：アン・ボヒョン
大尉。陸軍第4師団所属の軍検事。幼い頃に軍人である両親を亡くし、叔母に育てられる。兵役を逃れるため高校を退学になる問題児。司法試験に合格するも中卒のため働き口がなく、悪徳弁護士ムン・ヨングにスカウトされ、金目当てで軍検事になる。体が大きく、人を投げ飛ばすのが得意。実は正義感の塊。敵の首に噛みついたら放さない猟犬ドーベルマンのような男。
チャ・ウイン
演：チョ・ボア
大尉。陸軍第4師団所属の新米法務将校。亡き父親の会社『IMディフェンス』を奪われ、復讐のため軍検事になった新人。裏の顔は、悪を成敗する赤いウィッグの女。ト・ベマンの猟犬のような素質に気付き、彼が記憶を戻し共に戦う仲間になることを待つ。
ノ・ファヨン
演：オ・ヨンス
少将。陸軍士官学校出身で、初の女性師団長。頭脳明晰でポーカーフェイス、人を服従させるカリスマ性がある。政財界の要人らが所属する秘密私師団『愛国会』唯一の女性メンバーである中心人物。右手人差し指の第一関節から先がない。
ヨン・ムング
演：キム・ヨンミン
検事出身の弁護士。韓国屈指の法律事務所LOW & ONE代表。ト・ベマンをスカウトした人物。VIP依頼人の勝訴のためなら手段を選ばない悪徳弁護士。
ノ・テナム
演：キム・ウソク
MIディフェンスの若き会長。ノ・ファヨンの息子。社会性に欠け、ト・ベマンに兵役免除を依頼する。クラブ・カルテルでの性的暴行事件で全国民の怒りを買い、ヨン・ムングに入隊を提案される。サンウの友人で同部隊であり、いじめに遭うサンウを助けようとするが、サンウはいじめた兵士達への復讐のために銃器乱射事件を起こしてしまう。
ピョン・サンウ
演：キム・ヨハン
テナムの友人で同部隊である肥満の青年。軍隊内でいじめに遭い、復讐のために銃器乱射事件を起こしてしまう。

### 周辺人物
ト・スギョン（演：カン・マルグム）- ト・ベマンの叔母、刑事
カン・ハジュン（演：カン・ヨンソク）- チャ・ウインの協力者
ソ・ジュヒョク（演：パク・ジヌ）- ト・ベマンとチャ・ウインの直属の上司
ユン・サンギ（演：コ・ゴナン）- ト・ベマンとチャ・ウインの同僚
アン・ユラ（演：キム・ハンナ）- ト・ベマンとチャ・ウインの同僚

## 日本
2022年10月に衛星劇場が決定。
9月17日、プロモーションのため主演アン・ボヒョンが初来日し、記者会見と第1話試写会&SPトークショーを開催した。